# Helene Schlanzowsky-Grekowska
Helene Schlanzowsky, także Schlanzofsky, Schlanzoski, Slanzowski, Szlancowska; zamężna Grekowska (ur. 5 lipca 1813 w Wiedniu, zm. 14 listopada 1897 w Wiedniu) – austriacka artystka baletu polskiego pochodzenia; od 1829 tancerka, a w latach 1831-1836 primabalerina Hoftheater na scenie Theater am Kärntnertor w Wiedniu. Po kilku następnych latach występów gościnnych na różnych scenach europejskich, w latach 1842-1848 "prima balerina di merito distinto" w Real Teatro San Carlo w Neapolu. Uznawana za jedną z najwybitniejszych balerin europejskiego baletu romantycznego obok Marii Taglioni, Carlotty Grisi, Fanny Elssler i Fanny Cerrito. Żona warszawskiego pierwszego tancerza i pedagoga baletu Mikołaja Grekowskiego.

## Pochodzenie
Pochodziła ze znanej austriackiej dynastii baletowej polskiego pochodzenia od dawna związanej z Wiedniem. Jej dziadek Franz Joseph, zapisywany także jako Schlanzofsky, Slancowsky, Schlansowski (ok. 1750-1800), był w latach 1767-1774 solistą wiedeńskiego baletu Hoftheater pod dyrekcją Jeana Georgesa Noverre’a. Jego syn, tancerz groteskowy Karl Schlanzowsky (1778-1860), z czasem także baletmistrz, a po przejściu na emeryturę bileter teatralny, był ojcem Helene i Josepha, także tancerza. Ich matką była Josepha z Deffnerów (1786-?). Bratem jej dziadka był Franz Schlanzowsky (1851-1827), także początkowo tancerz wiedeńskiego zespołu Noverre’a, znany później i popularny w Polsce jako Franciszek Szlancowski, związany w różnych latach z baletem warszawskim w ostatnim ćwierćwieczu XVIII wieku, a także baletmistrz w latach 1806-1808.

## Primabalerina w Wiedniu
Pierwszych lekcji tańca udzielał jej ojciec i już jako dziewczynka pojawiała się na scenie ujawniając wielki talent taneczny. Była uczennicą i ulubioną baleriną sławnego francuskiego tancerza i baletmistrza Louisa-Antoine'a Duporta, który w latach 1821-1836 był dyrektorem wiedeńskiego Theater am Kärntnertor. W 1829 podjęła tam regularną pracą tancerki, a już w 1831, wypromowana przez Duporta, została primabaleriną tego teatru, gdzie konkurowała początkowo ze swą słynną rodaczką Fanny Elssler. Pisano, że nie była zbyt urodziwa, ale nadrabiała to gracją i wirtuozerią, w tym doskonałą techniką coraz modniejszego wtedy tańca na puentach.
W tamtych latach w Wiedniu ceniono jednak przede wszystkim zagraniczne baleriny, zwłaszcza paryskie, więc austriackim tancerkom trudno było zyskać prawdziwe uznanie snobistycznej publiczności dworskiej. Jej niełatwą sytuację na tamtejszej scenie naświetlił w 1864 roku austriacki historyk Ferdinand Ritter von Seyfried. Pisał, że Louis Duport jako dyrektor teatru "pragnął narzucić publiczności jako primabalerinę swoją ulubioną tancerkę Helene Schlanzowski, a jego uczennica uczyniła mistrzowi wielki zaszczyt tym, że nie miała żadnych ograniczeń dla swej brawury. Helena posiadła wszystko co można było osiągnąć w tańcu, kręciła się i obracała z wężową zręcznością, jak nikt inny skakała z łatwością gazeli, jej piruety i mięśnie zyskały niesamowitą siłę dzięki nieustannym ćwiczeniom; ale Schlanzowski nie był piękna, nie była cudzoziemką, a zwłaszcza nie pochodziła z Paryża, więc brakowało jej naturalnej przepustki, by uznano ją w Wiedniu za prawdziwą primabalerinę. (...) Ale okazało się, że również w tym przypadku wizjonerskie spojrzenie Duporta nie zostało zwiedzione. Schlanzowski osiągnęła wszystko to, co może osiągnąć tancerka i nikt jej do dziś [tzn. do 1864] nie przewyższył".

## Kreacje wiedeńskie[7]

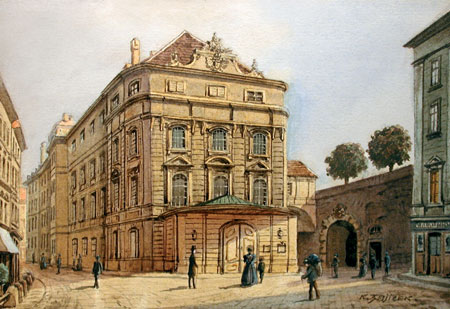
Theater am Kärntnertor w Wiedniu, którego primabaleriną w latach 1831-1836 była Helene Schlanzowsky

- 1830: Chinesisches pas de cinq – Der Fasching in Venedig, choreografia Louis Milon, muzyka różnych kompozytorów
- 1830: Pas de dix – Childerich, König der Franken, choreografia Jean Coralli, muzyka Philipp Jakob Riotte i Adalbert Gyrowetz
- 1830: Tańce – Ottavio Pinelli, oder Schimpf und Nache, choreografia Paolo Samengo, muzyka Wenzel Robert von Gallenberg
- 1830: Pas de sept – Die Fee und der Ritter, choreografia Armand Vestris, muzyka Adalbert Gyrowetz
- 1831: Pas de cinq – Das befreute Jerusalem, choreografia Paolo Samengo, muzyka Wenzel Robert von Gallenberg
- 1831: Pas de cinq – Der Blaubart, choreografia Armand Vestris, muzyka różnych kompozytorów
- 1831: Pas de deux – Der Fasching in Venedig, choreografia Louis Milon, muzyka różnych kompozytorów
- 1831: Pas de trois – Theodosia, Paolo Samengo, muzyka Wenzel Robert von Gallenberg
- 1831: Milchmädchen Henriette – Das Schweizer-Milchmädchen, choreografia Filippo Taglioni, muzyka Adalbert Gyrowetz
- 1831: Pas de deux – Gabriele von Gergy, choreografia Luigi Astolfi, muzyka różnych kompozytorów
- 1832: Die Braut – Adelaid von Frankreich, choreografia Louis Henry, muzyka Cesare Pugni
- 1832: Bayadere Fatme – Brama und die Bayadere (opero-balet), choreografia N.N., muzyka Daniel Auber
- 1833: Pas de deux – Theodosia, Paolo Samengo, muzyka Wenzel Robert von Gallenberg
- 1833: Fee Viviana – Die Fee und der Ritter, choreografia Armand Vestris, muzyka Adalbert Gyrowetz
- 1834: Lise – Die Rose, oder Der verkleidete Gutsherr, choreografia Louis Henry / Jean Rozier, muzyka Henri Darondeau
- 1834: Louise – Liebe, stárker als Zaubermacht, choreografia Pietro Campilli, muzyka Wenzel Robert von Gallenberg i Pietro Romani
- 1835: Pas de deux – Die abgeschassten Bachanalien, choreografia Gaetano Gioia / Giovanni Casati, muzyka różnych kompozytorów
- 1835: Pas de cinq – Heinrich des Vierten Fahrt über die Marne, choreografia Johann Baptist Lasina, muzyka różnych kompozytorów
- 1835: Armide – Das befreute Jerusalem, choreografia Paolo Samengo, muzyka Wenzel Robert von Gallenberg
- 1835: Pas de trois – Acht Monathe in zwei Stunden oder Lohn kindlicher Liebe, choreografia Tommaso Casati, muzyka Cesare Pugni
- 1836: Pas de trois – La Sylphide, choreografia Filippo Taglioni / Mimi Dupuy, muzyka Jean Schneitzhoeffer

## Na scenach europejskich
Pracowała w Wiedniu do połowy 1836 i opuściła teatr wraz z zakończeniem dyrekcji Duporta. Pomimo wielkich sukcesów u publiczności była zniechęcona tym, że zawsze wyżej ceniono tam i opłacano goszczące przelotnie tancerki francuskie i włoskie aniżeli ją jako rodzimą balerinę. Tracąc dodatkowo wsparcie swojego nauczyciela i promotora postanowiła wzorem swej słynnej rodaczki Fanny Elssler kontynuować karierę na różnych scenach jako artystka niezależna. W kilku miejscach powtarzała swoje najlepsze kreacje Mleczarki Henrietty i Wieszczki Vivianny, które przyniosły jej międzynarodową sławę kiedy jeszcze odnosiła sukcesy w Theater am Kärntnertor. Tańczyła w Mediolanie, Bolonii, Paryżu, Berlinie, Warszawie, Moskwie, Pradze, Brnie i Wenecji; wracała także do Wiednia, ale już jako artystka gościnna.

## Ślub w Warszawie
W tym okresie, a dokładnie w czerwcu 1837 przyjechała na występy gościnne do Warszawy, gdzie towarzyszył jej były dyrektor Duport. Odwiedziła nasz Teatr Wielki w drodze z Berlina do Moskwy i miała zatrzymać się przez tydzień. Pozostała jednak przez ponad pięć miesięcy – dla Mikołaja Grekowskiego. Przystojny warszawski pierwszy tancerz klasyczny został nie tylko jej partnerem scenicznym (m.in. w zrealizowanych wówczas baletach Rycerz i wieszczka według Armanda Vestrisa i Mleczarka szwajcarska według Filippa Taglioniego), ale też poślubił ją 12 września 1837 i po serii dalszych wspólnych występów na scenie warszawskiej wyjechał z nią do Moskwy, która była kolejnym etapem jej tournée. Odtąd występowała już wszędzie pod nazwiskiem Grekowska. Dalsze losy ich małżeństwa  warunkowały możliwości zawodowe. Mieli dwoje dzieci, ale nie udało im się dłużej ze sobą przebywać i pracować. Jeszcze w 1841 występowali razem w Rycerzu i wieszczce na scenach wiedeńskich Theater in der Josephstadt oraz Theater am Kärntnertor. Gościli również w Brnie i w Pradze, gdzie Grekowski zrealizował Mleczarkę szwajcarską według Taglioniego i wystąpił w niej z żoną. Zarobione w tamtych latach pieniądze zainwestowali w kamienicę w wiedeńskiej dzielnicy Alservorstadt i tam zamieszkali. Pomimo starań nie uzyskali jednak niestety wspólnego kontraktu na scenach włoskich. Gdy więc ona przyjęła propozycję ekskluzywnego kontraktu gwiazdy baletu w Neapolu, mąż powrócił wkrótce do Warszawy, by kontynuować pracę pierwszego tancerza i pedagoga szkoły tańca w Teatrze Wielkim.

## Ważniejsze występy gościnne
- 1835: Prima ballerina seria -– La straniera, choreografia Antonio Monticini, muzyka różnych kompozytorów, Regio Teatro alla Scala, Mediolan
- 1835: Prima ballerina seria – Il mercante di Bagdad, choreografia Antonio Monticini, muzyka różnych kompozytorów, Regio Teatro alla Scala, Mediolan
- 1837: Passo a tre -– Giaffar, choreografia Giovanni Briol, muzyka Pietro Raimondi, Teatro Comunale, Bolonia
- 1837: Fee Viviana – Die Fee und der Ritter, choreografia wg Armanda Vestrisa, muzyka Adalbert Gyrowetz, Hoftheater, Berlin
- 1837: Wieszczka Viviana – Rycerz i wieszczka, choreografia Louis-Antoine Duport i Maurice Pion wg Armanda Vestrisa, muzyka Gioachino Rossini, Giovanni Pacini, Pietro Romani, Adalbert Gyrowetz, Teatr Wielki, Warszawa
- 1837: Mleczarka Natalia – Mleczarka szwajcarska, choreografia Louis-Antoine Duport i Maurice Pion wg Filippa Taglioniego, muzyka Gioacchino Rossini, Adalbert Gyrowetz, Wenzel Robert von Gallenberg, Teatr Wielki, Warszawa
- 1837: Sylfida – Sylfida, choreografia Félicité Hullin-Sor wg Filippa Taglioniego, muzyka Jean Schneitzhoeffer, Teatr Bolszoj, Moskwa
- 1838: Mleczarka Natalia – Szwajcarska mleczarka, choreografia Théodore Guérinau wg Filippa Taglioniego, muzyka Adalbert Gyrowetz, Teatr Bolszoj, Moskwa
- 1938: Passo a tre – Giaffar, choreografia Giovanni Briol, muzyka Pietro Raimondi, Gran Teatro alla Fenice, Wenecja
- 1839: Pastorella Lida – La pastorella svizzera, choreografia Giovanni Briol wg Filippa Taglioniego, muzyka N.N., Gran Teatro alla Fenice, Wenecja
- 1841: Fee Viviana – Die Fee und der Ritter, choreografia Josephine Weiss wg Armandra Vestrisa, muzyka Adalbert Gyrowetz, Theater in der Josephstadt, Wiedeń
- 1841: Milchmädchen Henriette – Das Schweizer-Milchmädchen, choreografia Mikołaj Grekowski i Paolo Rainoldi wg Filippa Taglioniego, muzyka Adalbert Gyrowetz, Königliches Ständetheater, Praga
- 1841: Fee Viviana – Die Fee und der Ritter, choreografia Armand Vestris, muzyka Gioacchino Rossini, Giovanni Pacini, Adalbert Gyrowetz, Theater am Kärntnertor, Wiedeń
- 1847: Passo a due i Passo a tre – La figlia dell´oro, choreografia Luigi Astolfi, muzyka różnych kompozytorów, Gran Teatro alla Fenice, Wenecja
- 1847: Passo a tre – Gentile di Fermo, choreografia Luigi Astolfi, muzyka różnych kompozytorów, Gran Teatro alla Fenice, Wenecja

## Primabalerina w Neapolu

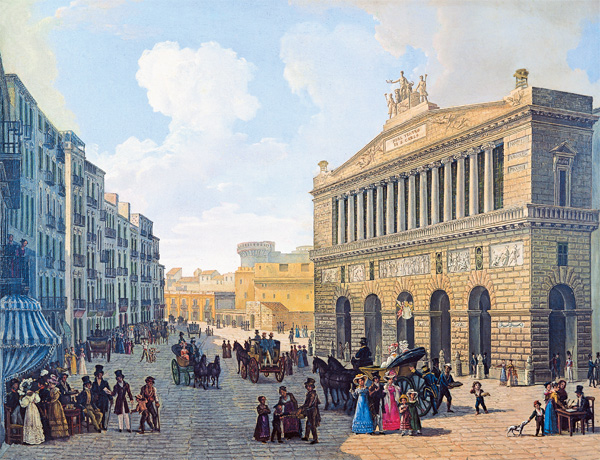
Real Teatro San Carlo w Neapolu, którego primabaleriną w latach 1842-1848 była Helene Grekowska

Na dłużej Grekowska związała się z Neapolem jako "prima balerina di merito distinto" w Real Teatro San Carlo, gdzie w latach 1842-1848 tańczyła główne partie taneczne będące ozdobą dramatów choreograficznych tamtejszych baletmistrzów Salvatora Taglioniego, Giovanniego Briola i Giovanni Galzerani. Nie występowała tam nigdy w rolach dramatycznych, ale jako wybitna wirtuozka taneczna popisywała się w rozmaitych pas de deux, pas de trois i inne tańcach przygotowywanych specjalnie dla niej przez partnerów scenicznych i wstawianych do przedstawień dla uatrakcyjnienia modnych tam wówczas baletów pantomimicznych wspomnianych choreografów. Jej popisy przygotowywali z nią i partnerowali jej w nich znani ówcześni tancerze: Antonio Guerra, Egidio Priora, Francesco Merante czy Édouard Carey. Była w tamtych latach najwyżej opłacaną tancerką w Teatro San Carlo, dzięki czemu "kupiła kilka pięknych pałaców w Neapolu, które jednak stały się ogniskiem rewolucjonistów w maju strasznego roku 1848, kiedy zostały makabrycznie zniszczone". Mowa o wydarzeniach Wiosny Ludów w Królestwie Obojga Sycylii, które zrujnowały znaczną część zgromadzonego tam przez nią majątku.

## Kreacje neapolitańskie[10][11]
- 1842: Passo a due – Castore e Polluce, choreografia Salvatore Taglioni i Antonio Guerra (passo a due), muzyka różnych kompozytorów
- 1842: Passo a tre – La conquista del Messico, choreografia Giovanni Briol i Antonio Guerra (passo a tre), muzyka Nicolò Gabrielli
- 1842: Passo a due – Caterina Cornaro, choreografia Giovanni Briol i Antonio Guerra (passo a due), muzyka różnych kompozytorów w tym Nicolò Gabrielli (passo a due)
- 1843: Passo a due – La generosità fraterna, choreografia Antonio Guerra, muzyka różnych kompozytorów
- 1843: Passo a tre – Carlo di Rovenstein, choreografia Salvatore Taglioni i Pasquale D'Arco (passo a tre), muzyka Nicolò Gabrielli i inni (na scenie Real Teatro del Fondo)
- 1843: Passo a cinque – L’ asedio di Leyda, choreografia Salvatore Taglioni i Antonio Guerra (passo a cinque), muzyka Nicolò Gabrielli
- 1843: Passo a tre – Stefano duca di Napoli, choreografia Giovanni Briol i Antonio Guerra (passo a tre), muzyka Nicolò Gabrielli
- 1843: Passo a tre – Gerardo di Nevers, choreografia Giovanni Briol i Antonio Guerra (passo a tre), muzyka różnych kompozytorów
- 1844: Passo a cinque – Le spose veneziane, choreografia Antonio Guerra, muzyka Nicolò Gabrielli
- 1844: Passo a tre – La coppa de' fidanzati, choreografia Salvatore Taglioni i Egidio Priora (passo a due), muzyka Mario Aspa
- 1844: Passo a due – Claudina, choreografia Salvatore Taglioni i Egidio Priora (passo a due),  muzyka Pietro Graviller
- 1845: Passo a due – Il Cid, choreografia Salvatore Taglioni i Egidio Priora (passo a due), muzyka Mario Aspa
- 1845: Passo a due – Gli Abencerraghi ed i Zegrindi, ovvero La conquistq de Granata, choreografia Giovanni Galzerani i Francesco Merante (passo a cinque), muzyka Nicolò Gabrielli
- 1845: Passo a cinque – L’eroina danese, choreografia Giovanni Galzerani i Francesco Merante (passo a cinque), muzyka Antonio Musi
- 1845: Passo a tre – Erissena, choreografia Salvatore Taglioni i Francesco Merante (passo a due), muzyka Nicolò Gabrielli i inni
- 1846: Passo a due – Merope, choreografia Salvatore Taglioni i Francesco Merante (passo a due), muzyka Nicolò Gabrielli i Pietro Raimondi
- 1847: Passo a tre – Ifigenia in Aulide, choreografia Salvatore Taglioni i Édouard Carey (passo a tre), muzyka Nicolò Gabrielli i inni
- 1847: Passo a due – Matilde e Malek-Adhel, choreografia Giovanni Briol i Édouard Carey (passo a due), muzyka Nicolò Gabrielli
- 1848: Passo a tre – Olema, choreografia Giovanni Briol i Édouard Carey (passo a due), muzyka Nicolò Gabrielli

## Po karierze
Po krwawych wydarzeniach Wiosny Ludów w Neapolu artystka zakończyła karierę i powróciła do Wiednia. Tam również pozostały potem dzieci Grekowskich. Ich syn Mikołaj junior jako Nicolaus von Grekowsky był w latach 1865-1879 chórzystą basowym w Kaiserlich-Königliche Hof-Operntheater, a ich córka Emilie von Grekowsky wyszła w 1866 roku za owdowiałego austriackiego chemika, profesora Johanna Wolfbauera (1838-1913). Ostatnie lata życia Grekowska spędziła w Wiedniu w kontakcie z dziećmi. Jej mąż Mikołaj Grekowski do przejścia na emeryturę w 1862 pracował w Warszawie, a w latach następnych zamieszkał u brata, emerytowanego sędziego w Łomży, jednak regularnie odwiedzał rodzinę w Wiedniu. Zmarł w Łomży 29 maja 1885 roku. Helene Grekowska zmarła 14 listopada 1897 w rodzinnym Wiedniu.